# Mariez-vous !
Pour plus de détails, voir Fiche technique et Distribution.
Mariez-vous ! (Marry the Girl) est un film américain réalisé par William C. McGann, sorti en 1937.

## Synopsis
Ollie Radway est une douairière farfelue qui, avec son frère John tout aussi excentrique qu'elle, dirige un journal florissant. Après avoir licencié le directeur de la rédaction pour n'avoir pas réussi à tenir sa nièce Virginia à l'écart de l'industrie du journal, elle confie le poste à David Partridge, un employé mineur qui a le béguin pour la jeune fille. En peu de temps, Partridge est chargé d'éloigner Virginia de Dimitri Kyeff, un éditorialiste en quête de fortune...

## Fiche technique
- Titre : Mariez-vous !
- Titre original : Marry the Girl
- Réalisation : William C. McGann
- Scénario : Sig Herzig, Pat C. Flick, Tom Reed d'après un roman d'Edward Hope
- Photographie : Arthur L. Todd
- Montage : Warren Low
- Musique : Heinz Roemheld
- Direction artistique : Max Parker
- Décors :
- Costumes : Howard Shoup
- Producteurs : Bryan Foy, Jack L. Warner (producteur exécutif)
- Société de production : Warner Bros.
- Société de distribution : Warner Bros.
- Pays d'origine :  États-Unis
- Langue : Anglais
- Lieu de tournage :  Warner Brothers Burbank Studios
- Format : Noir et blanc 35 mm — 1,37:1 — Son : Mono
- Genre : Comédie
- Durée : 68 minutes
- Dates de sortie : 13 juillet 1937
  -  États-Unis : 13 juillet 1937

## Distribution
- Mary Boland : Ollie Radway
- Frank McHugh : David 'Party' Partridge
- Hugh Herbert : John B. Radway
- Carol Hughes : Virginia Radway
- Allen Jenkins : Specs
- Mischa Auer : Dimitri Kyeff
- Alan Mowbray : Dr. Hayden Stryker
- Hugh O'Connell : Michael 'Mike' Forrester
- Teddy Hart : Biff
- Tom Kennedy : Jasper
- Dewey Robinson : Buster
- Arthur Aylesworth : Third Southerner
- Olin Howland : First Southerner
- William B. Davidson : Drake
- Charles Judels : Andre Victor Antoine Descate